# Liste der Kreisstraßen in Koblenz
Die Liste der Kreisstraßen in Koblenz ist eine Auflistung der Kreisstraßen in der rheinland-pfälzischen kreisfreien Stadt Koblenz.

## Abkürzungen
- K: Kreisstraße
- L: Landesstraße

## Liste
Die Kreisstraßen behalten die ihnen zugewiesene Nummer in der Regel nicht bei einem Wechsel in einen anderen Landkreis oder in eine kreisfreie Stadt. Nicht vorhandene bzw. nicht nachgewiesene Kreisstraßen werden in Kursivdruck gekennzeichnet, ebenso Straßen und Straßenabschnitte, die unabhängig vom Grund (Herabstufung zu einer Gemeindestraße oder Höherstufung) keine Kreisstraßen mehr sind.
Der Straßenverlauf wird in der Regel von Nord nach Süd und von West nach Ost angegeben.
| Nr.  | Verlauf |
| ---- | --- |
| K 1  | L 126 – Karl-Spaeter-Straße – Züchnerstraße – Schönbornsluster Straße – Herberichstraße – Andernacher Straße – L 126                                                          |
| K 2  | – Gülser Straße – Koblenzer Straße – K 6 – Koblenzer Straße – Moselweißer Straße – /                                                                                          |
| K 3  | – Neustadt – Mainzer Straße – – Mainzer Straße – |
| K 4  | Bisholderweg – Pastor-Busenbender-Straße – K 5 |
| K 5  | L 125 – Am Mühlbach – K 4 – Am Mühlbach – Teichstraße – |
| K 6  | – Kurt-Schumacher-Brücke – – Kurt-Schumacher-Brücke – K 2 |
| K 11 | L 121 – Mailust – St.-Sebastianer-Straße – L 127 |
| K 12 | K 13 – Zur Bergpflege – L 126 – August-Horch-Straße – L 121 – August-Horch-Straße – – August-Horch-Straße – In den Wiesen – L 127 – St.-Maternus-Straße – Kilianstraße – L 98 |
| K 13 | K 12 – Kurfürst-Schönborn-Straße – Hintermark – L 126 |
| K 17 | (K 85 im Landkreis Mayen-Koblenz) – Stadtgrenze – General-Allen-Straße – L 127                                                                                                |
| K 19 | L 127 – Brentanostraße – Kreisstraße – Hinterdorfstraße – K 20 – Mühlental – Silberstraße – Immendorfer Straße – L 127 – Immendorfer Straße                                   |
| K 20 | L 127 – Mühlental – K 19 |
| K 21 | L 52 – Stadtgrenze – Belltal – (K 89 im Landkreis Mayen-Koblenz) |
| K 22 | – Simmerner Straße – |

1. ↑  Herabstufung zur Gemeindestraße vom Stadtrat beschlossen